# Phasia capitata
Phasia capitata är en tvåvingeart som först beskrevs av Townsend 1927.  Phasia capitata ingår i släktet Phasia och familjen parasitflugor. Inga underarter finns listade i Catalogue of Life.